# Lekkoatletyka na Letnich Igrzyskach Olimpijskich 1988 – dziesięciobój mężczyzn
Dziesięciobój mężczyzn podczas XXIV Letnich Igrzysk Olimpijskich w Seulu rozegrano 28 i 29 września 1988 (finał) na Stadionie Olimpijskim. Zwycięzcą został reprezentant Niemieckiej Republiki Demokratycznej Christian Schenk.

## Rekordy

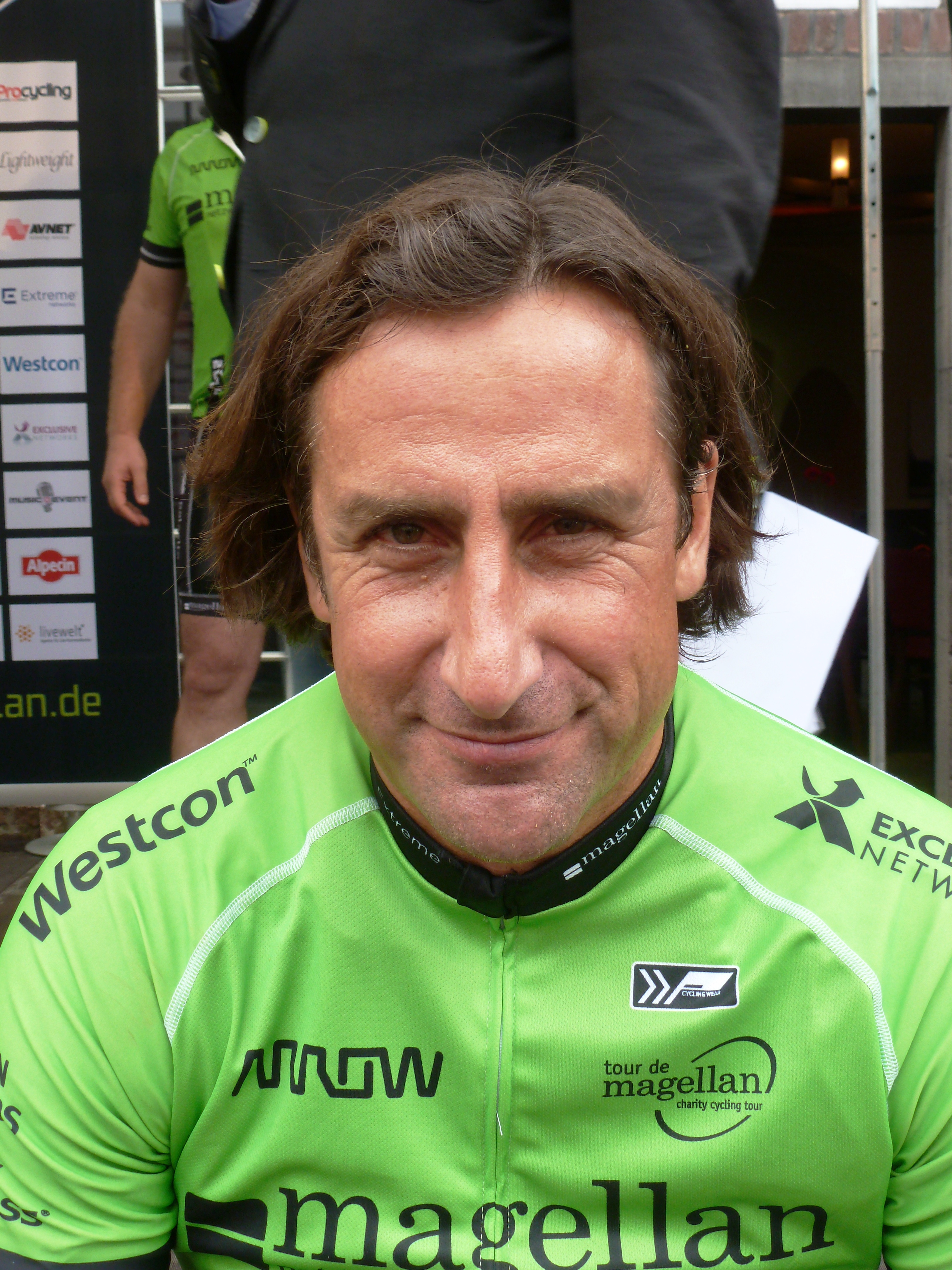
Christian Schenk

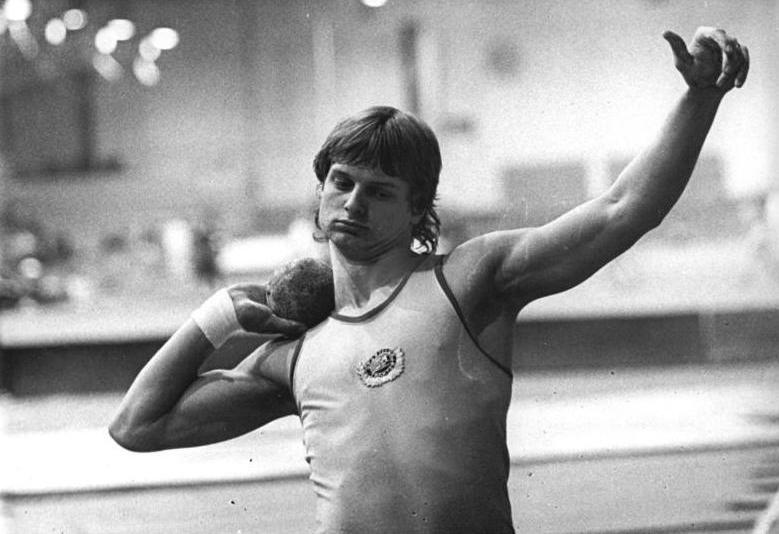
Torsten Voss

|                   | Zawodnik       | Narodowość      | Wynik       | Data                 | Miejsce     |
| ----------------- | -------------- | --------------- | ----------- | -------------------- | ----------- |
| Rekord świata     | Jürgen Hingsen | RFN             | 8832 (8798) | 9 czerwca 1984(dts)  | Mannheim    |
| Rekord świata     | Daley Thompson | Wielka Brytania | 8847 (8797) | 9 sierpnia 1984(dts) | Los Angeles |
| Rekord olimpijski | Daley Thompson | Wielka Brytania | 8847 (8797) | 9 sierpnia 1984(dts) | Los Angeles |

## Wyniki
| Poz. - pozycja |
| – rekord świata \| – rekord krajowy \| – rekord życiowy \| = – wyrównany rekord życiowy \| · – najlepszy wynik w sezonie \| = – wyrównany najlepszy wynik w sezonie \| – rekord olimpijski |
| DNF – nie ukończył \| DNS – nie wystartował \| DSQ – zdyskwalifikowany \| NM – Brak zaliczonej wysokości                                                                                   |

| Poz. | Zawodnik           | Punkty | 100     | W dal  | Kula    | Wzwyż  | 400     | 110 ppł | Dysk    | Tyczka | Oszczep | 1500    |
| ---- | ------------------ | ------ | ------- | ------ | ------- | ------ | ------- | ------- | ------- | ------ | ------- | ------- |
| 1.   | Christian Schenk   | 8488   | 11,25 s | 7,43 m | 15,48 m | 2,27 m | 48,90 s | 15,13 s | 49,28 m | 4,70 m | 61,32 m | 4:28,95 |
| 2.   | Torsten Voss       | 8399   | 10,87 s | 7,45 m | 14,97 m | 1,97 m | 47,71 s | 14,46 s | 44,36 m | 5,10 m | 61,76 m | 4:33,02 |
| 3.   | Dave Steen         | 8328   | 11,18 s | 7,44 m | 14,20 m | 1,97 m | 48,29 s | 14,81 s | 43,66 m | 5,20 m | 64,16 m | 4:23,20 |
| 4.   | Daley Thompson     | 8306   | 10,62 s | 7,38 m | 15,02 m | 2,03 m | 49,06 s | 14,72 s | 44,80 m | 4,90 m | 64,04 m | 4:45,11 |
| 5.   | Christian Plaziat  | 8272   | 10,83 s | 7,62 m | 13,58 m | 2,12 m | 48,34 s | 14,18 s | 43,06 m | 4,90 m | 52,18 m | 4:34,07 |
| 6.   | Alain Blondel      | 8268   | 11,02 s | 7,43 m | 12,92 m | 1,97 m | 47,44 s | 14,40 s | 41,20 m | 5,20 m | 57,46 m | 4:16,64 |
| 7.   | Tim Bright         | 8216   | 11,18 s | 7,05 m | 14,12 m | 2,00 m | 49,34 s | 14,39 s | 41,68 m | 5,70 m | 61,60 m | 4:51,20 |
| 8.   | Robert de Wit      | 8189   | 11,05 s | 6,95 m | 15,34 m | 2,00 m | 48,21 s | 14,36 s | 41,32 m | 4,80 m | 63,00 m | 4:25,86 |
| 9.   | Dave Johnson       | 8180   | 11,15 s | 7,12 m | 14,52 m | 2,03 m | 49,15 s | 14,66 s | 42,36 m | 4,90 m | 66,46 m | 4:29,62 |
| 10.  | Pawło Tarnowecki   | 8167   | 11,23 s | 7,28 m | 14,25 m | 1,97 m | 48,60 s | 14,76 s | 48,02 m | 5,20 m | 59,48 m | 4:52,24 |
| 11.  | Petri Keskitalo    | 8134   | 10,94 s | 7,56 m | 15,34 m | 1,97 m | 49,94 s | 14,25 s | 41,86 m | 4,80 m | 66,64 m | 4:55,89 |
| 12.  | Beat Gähwiler      | 8114   | 11,18 s | 7,34 m | 14,48 m | 1,94 m | 49,02 s | 15,11 s | 42,46 m | 4,70 m | 65,84 m | 4:16,84 |
| 13.  | Dezső Szabó        | 8093   | 11,02 s | 7,29 m | 13,92 m | 2,06 m | 48,23 s | 14,96 s | 39,54 m | 5,00 m | 56,80 m | 4:17,85 |
| 14.  | Mike Smith         | 8083   | 10,99 s | 7,37 m | 13,61 m | 1,97 m | 47,83 s | 14,70 s | 43,88 m | 4,30 m | 66,54 m | 4:28,97 |
| 15.  | Simon Shirley      | 8036   | 11,03 s | 7,45 m | 14,20 m | 1,97 m | 48,84 s | 15,44 s | 41,68 m | 4,70 m | 64,00 m | 4:27,48 |
| 16.  | Simon Poelman      | 8021   | 11,09 s | 7,08 m | 14,51 m | 2,03 m | 49,89 s | 14,78 s | 43,20 m | 4,90 m | 57,18 m | 4:28,54 |
| 17.  | Mikael Olander     | 7869   | 11,46 s | 6,75 m | 16,07 m | 2,00 m | 51,28 s | 16,06 s | 50,66 m | 4,80 m | 72,80 m | 5:02,42 |
| 18.  | Uwe Freimuth       | 7860   | 11,57 s | 7,00 m | 15,60 m | 1,94 m | 49,84 s | 15,04 s | 46,66 m | 4,90 m | 60,20 m | 4:46,04 |
| 19.  | Lars Warming       | 7859   | 12,07 s | 7,04 m | 13,41 m | 1,94 m | 47,97 s | 14,49 s | 40,38 m | 4,80 m | 51,50 m | 4:22,41 |
| 20.  | Roman Hrabaň       | 7781   | 10,89 s | 7,07 m | 15,84 m | 1,79 m | 49,68 s | 14,94 s | 45,32 m | 4,90 m | 60,48 m | 5:06,68 |
| 21.  | Georg Werthner     | 7753   | 11,52 s | 7,36 m | 13,93 m | 1,94 m | 49,99 s | 15,64 s | 38,82 m | 4,60 m | 67,04 m | 4:26,42 |
| 22.  | Christian Gugler   | 7745   | 11,49 s | 7,02 m | 13,80 m | 2,03 m | 50,60 s | 15,22 s | 39,08 m | 4,70 m | 60,92 m | 4:21,93 |
| 23.  | Antonio Peñalver   | 7743   | 11,38 s | 6,08 m | 14,31 m | 2,00 m | 50,24 s | 14,97 s | 46,34 m | 4,40 m | 55,68 m | 4:32,68 |
| 24.  | Alex Kruger        | 7623   | 11,30 s | 6,97 m | 13,23 m | 2,15 m | 49,98 s | 15,38 s | 38,72 m | 4,60 m | 54,34 m | 4:37,84 |
| 25.  | Lee Fu-an          | 7579   | 11,00 s | 7,23 m | 13,15 m | 2,03 m | 49,73 s | 14,96 s | 38,06 m | 4,50 m | 52,82 m | 4:45,57 |
| 26.  | Santiago Mellado   | 7517   | 11,33 s | 6,83 m | 11,63 m | 2,06 m | 48,37 s | 15,39 s | 37,52 m | 4,60 m | 55,42 m | 4:30,07 |
| 27.  | Severin Moser      | 7502   | 11,10 s | 6,98 m | 12,69 m | 1,85 m | 48,63 s | 15,13 s | 38,04 m | 4,70 m | 49,52 m | 4:21,90 |
| 28.  | Věroslav Valenta   | 7442   | 11,51 s | 7,01 m | 14,17 m | 1,94 m | 51,16 s | 15,18 s | 45,84 m | 4,60 m | 56,28 m | 5:03,17 |
| 29.  | Carlos O’Connell   | 7310   | 11,26 s | 6,90 m | 12,41 m | 1,88 m | 48,24 s | 15,61 s | 38,02 m | 4,40 m | 52,68 m | 4:32,06 |
| 30.  | Greg Richards      | 7237   | 11,50 s | 7,09 m | 12,94 m | 1,82 m | 49,27 s | 15,56 s | 42,32 m | 4,50 m | 53,50 m | 4:53,85 |
| 31.  | Gong Guohua        | 7231   | 11,43 s | 6,22 m | 13,98 m | 1,91 m | 51,25 s | 15,88 s | 46,18 m | 4,60 m | 57,84 m | 4:54,99 |
| 32.  | Albert Miller      | 7016   | 11,47 s | 6,43 m | 12,33 m | 1,94 m | 50,30 s | 15,00 s | 38,72 m | 4,00 m | 57,26 m | 4:53,72 |
| 33.  | Lee Gwang-ik       | 6917   | 11,57 s | 7,19 m | 10,27 m | 1,91 m | 50,71 s | 16,20 s | 34,36 m | 4,10 m | 54,94 m | 4:29,98 |
| 34.  | Dambar Kuwar       | 5339   | 12,12 s | 5,83 m | 9,71 m  | 1,70 m | 52,32 s | 17,05 s | 27,10 m | 2,80 m | 39,10 m | 4:41,24 |
| –    | Valter Külvet      | DNF    | 11,31 s | 7,14 m | 15,29 m | 2,00 m | 50,62 s | DNF     | –       | –      | –       | –       |
| –    | Gary Kinder        | DNF    | 11,31 s | 7,00 m | 14,89 m | 1,97 m | 51,89 s | –       | –       | –      | –       | –       |
| –    | Fidel Solórzano    | DNF    | 11,01 s | 6,79 m | 11,76 m | 1,88 m | –       | –       | –       | –      | –       | –       |
| –    | Ołeksandr Apajczew | DNF    | DNF     | –      | –       | –      | –       | –       | –       | –      | –       | –       |
| –    | Jürgen Hingsen     | DNF    | DSQ     | –      | –       | –      | –       | –       | –       | –      | –       | –       |